# Groß Mohrdorf
Groß Mohrdorf är en kommun och ort i Landkreis Vorpommern-Rügen i förbundslandet Mecklenburg-Vorpommern i Tyskland.
Kommunen ingår i kommunalförbundet Amt Altenpleen tillsammans med kommunerna Altenpleen, Klausdorf, Kramerhof, Preetz och Prohn.